# GO AHEAD! (アルバム)
『GO AHEAD!』（ゴー・アヘッド）は、1978年12月20日に発売された山下達郎通算3作目のスタジオ・アルバム。

## 解説
前作 『IT'S A POPPIN' TIME』収録曲の雰囲気から、東京を中心とした山下への音楽的評価は決して低いものではなかった。当時の山下のレコードセールスはその8割近くが東京周辺におけるものだったという。CM音楽等にて山下の需要は少なくなかったが、レコード会社の評価は「技術はあるが（セールスの）数字が期待できない」となっていた。
山下自身も当時、自分の生きてきたロックやフォークの世界が新しい段階に入ったことを感じ、このまま行けばおそらく自分のレコードやライブ活動はいずれあきらめざるを得ないだろうと思っていたという。そのため、多分このアルバムが最後になるだろうという悲観的な予測をしていた。そんな状態では曲作りもままならず、どうせ最後だからやりたいことをやって終わりにしようと書き下ろした数曲は、それまでのものよりずっと作家性の強い作品で、それは、この先作曲家で生きて行こうという意志の表れでもあったという。アルバム1枚分の曲を書ける自信がなかったので、その頃作曲家として人に提供していた作品や、カヴァーなども入れることにしたので作家性はさらに強まり、『SPACY』からはがらっと変わって、山下自身言うところの五目味、あるいはバラバラな曲調が混在するアルバムとなった。そのため評論家やリスナーからは、まとまりがないなどと随分批判されたというが、苦し紛れに始めた作家主義が、以降に連なるアルバム制作方針の萌芽だったともいえるという。
「LET'S DANCE BABY」「BOMBER」「潮騒 (THE WHISPERING SEA)」の3曲は、ベスト・アルバム『GREATEST HITS! OF TATSURO YAMASHITA』に収録されたほか、「PAPER DOLL」を加えた4曲がオールタイム・ベスト『OPUS 〜ALL TIME BEST 1975-2012〜』に収録された。

## パッケージ、アートワーク
アルバム・カヴァーのイラストとデザインは、それまでの3作と同じペーター佐藤。予算なし、時間なしで、知己を頼みで3日で書いてもらったイラストは、日本のメディアから酷評されたが、アメリカに持っていくと誰もが素晴らしいと褒めてくれ、日本と海外のカルチャー・ギャップはこんなにも深いのかと思わされたという。

## 収録曲

### SIDE A
1. OVERTURE  –  (0:48)
一人アカペラによるオープニング曲。主にCMの仕事で実験してきた一人多重コーラスの成果を、本作から意識的に多用し始めた[1]。
2. LOVE CELEBRATION  –  (4:26)
もともとは1978年春に、細野晴臣プロデュースによるリンダ・キャリエール（Linda Carriere）のアルバムが企画・制作されたが、ボーカルの出来が思わしくなく、デモ・レコーディングのみで中止となった[注釈 5]。山下はそのアルバムのために2曲を書き下ろしたが、もったいないのでそのうちの1曲であるこの曲を、本作で使用した。山下によれば曲調は1970年代のシカゴR&Bを目論んだものだが、上原裕と田中章弘のリズム・セクションだとマイアミあたりの雰囲気になるという[1]。同年、この曲には安井かずみによる「バイブレイション」という日本語の歌詞が付けられ、笠井紀美子の歌でシングル・カットされた（アルバム『TOKYO SPECIAL』に収録、編曲は鈴木"コルゲン"宏昌）。
3. LET'S DANCE BABY  –  (4:12)
ある日、東芝のディレクターからザ・キングトーンズのアルバムを作るので曲を書いて欲しいと、突然電話が来た。行ってみると、既に歌詞はすべてできていて、3曲分が渡された。吉岡治の詞が2曲、クリス・モズデルの英語詞が1曲。その中の1曲がこの<レッツ・ダンス・ベイビー>だった。当時、自分用の曲が全然できなかったため、この曲もこのアルバムのレコーディング・リストに加えたところ、この曲のいきさつを全く知らなかったディレクター小杉理宇造が「これはいい。この曲をシングルにしよう」と、あれよあれよという間に、アルバム4作目にして初のシングル曲となった。この当時、レコード会社は何の関心も示さず、そのためジャケット写真はアメリカで小杉に撮ってもらったスナップが使われた[1]。“心臓に指鉄砲”の箇所にシャレで入れたピストルのSEを、あるとき2人の客がクラッカーで真似をして、それが全国に拡がっていったエピソードとともに、その後もライブで演奏されている。
4. MONDAY BLUE  –  (7:12)
R&Bテイストの三連バラードを前から作ってみたいとの思いから、村上秀一、岡沢章、松木恒秀、佐藤博という陣容を想定して、自身が言うところの“座付き作家”パターンで作った作品。4人の緊張感の衝突ともいうべき演奏によって山下自身、素晴らしいテイクに仕上がったと思っている。エンディング近くのピアノのグリス・ダウンが落ちきって静寂が訪れた時、コントロール・ルームで聴いていた全員がため息をついたという[1]。
5. ついておいで (FOLLOW ME ALONG)  –  (4:48)
当時アメリカで流行していた16ビートの世界をやってみたいとの理由で作られた。ヴァースには、別に作られていたモチーフから持ってきたものが付けられている[1]。2010年発売のシングル「街物語（まちものがたり）」[注釈 6]に2009年のライブ・ヴァージョンが収録された。

### SIDE B
1. BOMBER  –  (5:58)
このアルバムで最初にレコーディングされたこの曲は当時、ポリリズム・ファンクに耽溺していたので、こういった曲調を一度やってみたかったというだけの作品だったという。本作のレコーディングはそれまでとは違ったライン・アップで行きたいと思い、以前からセッションで目を付けていた難波弘之と、旧友の椎名和夫に声をかけ、前作『SPACY』[注釈 2]のレコーディング・メンバーだった上原・田中の二人を加えたメンバーで録音された。次作『MOONGLOW』[注釈 7]は、全面的にこのメンバーでレコーディングが行われた[1]。シングル「LET'S DANCE BABY」[注釈 8]のB面に収録された。
2. 潮騒 (THE WHISPERING SEA)  –  (4:23)
自分にとっての隠れた人気曲にあたるというこの曲を作ったもともとの動機は、トッド・ラングレンのようなコード・プログレッションで1曲やってみたかった、という安易な発想だったという[1]。後にシングル「愛を描いて -LET'S KISS THE SUN-」[注釈 9]のB面に収録された。
3. PAPER DOLL  –  (3:27)
シングル用にと1978年春にレコーディングされた作品だったが、レコード会社に「売れない」とシングル発売を拒否された。ギター・ソロも山下自身の演奏だが、ワウが不得手なので、後からペダルを手で動かしている[1]。楽器のソロ回しがしやすいことから、ライブでよく演奏されている。
4. THIS COULD BE THE NIGHT  –  (3:56)
フィル・スペクターのプロデュースによるモダン・フォーク・カルテットによる楽曲のカバー。山下が一人でドラム、ベース、ピアノ、ギターを演奏した上に、坂本龍一が当時最先端だったポリ・モーグ・シンセを加えて完成された。山下によれば、自分の前のレコーディングだった桑名正博のバンドのドラマーのセットをそのまま借りて、この曲のドラムをレコーディングしたという[1]。
5. 2000トンの雨 (2000t OF RAIN)  –  (3:05)
「ペイパー・ドール」と同じ日のセッションで録音された曲。従ってこれもアルバム『IT'S A POPPIN' TIME』[注釈 1]以前の作品となる。『ポッピン・タイム』収録の「スペイス・クラッシュ」はこの曲の歌詞のバリエーションだったが、発表が後先になった。1975年に始まった文化放送「電リク'75」のエンディング・テーマ（インストゥルメンタル）のモチーフからふくらませて作られた曲。山下によれば、小ぶりのウォール・オブ・サウンドといったところで、この曲も「潮騒」同様、隠れた人気曲だという[1]。2003年に松竹映画『恋愛寫眞 Collage of Our life』の主題歌に使用されるのに併せ、ボーカルの再録音と、ピアノのオーバー・ダビングが行われ、“2003 New Vocal Remix”としてシングル・リリースされた[注釈 10]。

## クレジット
| PRODUCED BY TATSURO YAMASHITA FOR P.M.P.INC., ALL SONGS ARRANGED BY TATSURO YAMASHITA, DIRECTED BY RYUZO “JUNIOR” KOSUGI (RCA), ENGINEERED BY TAMOTSU YOSHIDA                 |
| SESSION CO-ORDINATOR-RYUZO KOSUGI, ASSISTANT ENGINEER-TOSHIHIRO ITOH (Onkio Haus), RECORDING STUDIOS-ONKIO HAUS 1ST, 2ND & 3RD MEDIA 2ND RCA 1ST                              |
| SPECIAL THANKS TO-AKIRA IKUTA, KUNIO MURAMATSU FOR THEIR ASSISTANCE. ALL SONGS PUBLISHED BY © 1978 P.M.P., 1977 P.M.P., EXCEPT; “LOVE CELEBRATION” BY © 1977 ALFA MUSIC LTD., |
| “LET'S DANCE BABY” BY © 1978 J&K MUSIC PUB., “THIS COULD BE THE NIGHT” BY © ROCK MUSIC, THE RIGHTS FOR JAPAN ASSIGNED TO TOSHIBA MUSIC PUB.                                   |

## BVCR-17015

### 解説
2002年、“山下達郎 RCA/AIRイヤーズ 1976-1982”として、『CIRCUS TOWN』から『FOR YOU』までの7タイトルが山下監修によるデジタル・リマスタリング、および、自身によるライナーノーツと曲解説。CDには各タイトル毎に未発表音源を含むボーナス・トラック収録にて再度リイシューされた。本作には未発表音源3曲をボーナス・トラックとして収録。また、本作を含むRCA/AIRイヤーズ対象商品7タイトル購入者に応募者全員への特典として、リマスター盤『COME ALONG』がプレゼントされた。

### 収録曲
1. OVERTURE（オーヴァーチュア）  –  (0:47)[4]
2. LOVE CELEBRATION（ラブ・セレブレイション）  –  (4:25)[4]
3. LET'S DANCE BABY（レッツ・ダンス・ベイビー）  –  (4:14)[4]
4. MONDAY BLUE（マンデイ・ブルー）  –  (7:12)[4]
5. ついておいで (FOLLOW ME ALONG)  –  (4:51)[4]
6. BOMBER（ボンバー）  –  (5:56)[4]
7. 潮騒 (THE WHISPERING SEA)  –  (4:22)[4]
8. PAPER DOLL（ペイパー・ドール）  –  (3:28)[4]
9. THIS COULD BE THE NIGHT（ディス・クッド・ビー・ザ・ナイト）  –  (3:55)[4]
10. 2000トンの雨 (2000t OF RAIN)  –  (3:09)[4]
<Bonus Tracks>
11. 潮騒 [英語ヴァージョン -English Version-] （未発表 -Previously Unreleased-）  –  (4:21)[4]
当時、山下が所属していた出版社、PMPでは、海外マーケットに売り込む目的で、作品に英語詞を付けるという試みが盛んに行なわれていた。多くは外国のシンガーによってデモが作られていたが、山下自身が仮歌を入れた「潮騒」の英語ヴァージョンが残っていたことから、収録された[1]。
12. 2000トンの雨 [カラオケ -Karaoke-] （未発表 -Previously Unreleased-）  –  (3:06)[4]
生演奏では再現できない曲のため、1978年暮れにアルバム発売記念ライブを行った際、ステージで歌うために作られたカラオケ[1]。
13. 潮騒 [カラオケ -Karaoke-] （未発表 -Previously Unreleased-）  –  (4:19)[4]
本作収録のために英語ヴァージョンをリミックスした際、あわせて作られたカラオケ。音源が発見できなかったため、最後のウミネコのSEは収録されていない[1]。

### クレジット

#### OVERTURE（オーヴァーチュア）
| Music by 山下達郎            |
| ©1978 FUJIPACIFIC MUSIC INC. |
|                              |
| 山下達郎 : All Voices        |

#### LOVE CELEBRATION（ラブ・セレブレイション）
| Words by JAMES RAGAN   |
| Music by 山下達郎      |
| ©1977 ALFA MUSIC, INC. |
|                        |

| 山下達郎 : | - Electric Guitar (Left), - Hammond Organ & Vibraphone |

| 上原“YUKARI”裕 : Drums             |
| 田中章弘 : Bass                    |
| 椎名和夫 : Electric Guitar (Right) |
| 難波弘之 : Electric Piano          |
| 浜口茂外也 : Percussion            |
| 岡崎資夫 : Alto Sax Solo           |
| 吉田美奈子 : Background Vocals     |
|                                    |
| 数原晋 : Trumpet                   |
| 岸義和 : Trumpet                   |
| 向井滋春 : Trombone                |
| 粉川忠範 : Trombone                |
| 村岡建 : Tenor Sax                 |
| 砂原俊三 : Baritone Sax            |
| 多忠明 : Strings Concert Master    |

#### LET'S DANCE BABY（レッツ・ダンス・ベイビー）
| Words by 吉岡治                        |
| Music by 山下達郎                      |
| ©1978 JUN & KEI MUSIC PUBLISHERS, INC. |
|                                        |

| 山下達郎 : | - Electric Guitar (Left), Percussion, Bang! - & Background Vocals |

| 上原“YUKARI”裕 : Drums & Percussion             |
| 田中章弘 : Bass & Percussion                    |
| 椎名和夫 : Electric Guitar (Right) & Percussion |
| 難波弘之 : Keyboards & Percussion               |
| 岡崎資夫 : Alto Sax Solo                        |
| 吉田美奈子 : Background Vocals                  |
| 小杉理宇造 : Background Vocals                  |

#### MONDAY BLUE（マンデイ・ブルー）
| Words & Music by 山下達郎       |
| ©1978 FUJIPACIFIC MUSIC, INC.   |
|                                 |
| 村上“PONTA”秀一 : Drums         |
| 岡沢章 : Bass                   |
| 松木恒秀 : Electric Guitar      |
| 佐藤博 : Keyboards              |
| 山川恵子 : Harp                 |
|                                 |
| 多忠明 : Strings Concert Master |

#### ついておいで (FOLLOW ME ALONG)
| Words by 吉田美奈子                                   |
| Music by 山下達郎                                     |
| ©1978 FUJIPACIFIC MUSIC INC.                          |
|                                                       |
| 山下達郎 : Electric Guitar (Left) & Background Vocals |
| 上原“YUKARI”裕 : Drums                                |
| 田中章弘 : Bass                                       |
| 椎名和夫 : Electric Guitar (Right)                    |
| 難波弘之 : Electric Piano                             |
| 浜口茂外也 : Percussion                               |
| 向井滋春 : Trombone Solo                              |
| 吉田美奈子 : Background Vocals                        |

#### BOMBER（ボンバー）
| Words by 吉田美奈子                            |
| Music by 山下達郎                              |
| ©1978 FUJIPACIFIC MUSIC INC.                   |
|                                                |
| 山下達郎 : Electric Guitar & Background Vocals |
| 上原“YUKARI”裕 : Drums                         |
| 田中章弘 : Bass                                |
| 椎名和夫 : Electric Guitar Solo                |
| 難波弘之 : Keyboards                           |
| 吉田美奈子 : Background Vocals                 |

#### 潮騒 (THE WHISPERING SEA)
| Words by 吉田美奈子          |
| Music by 山下達郎            |
| ©1978 FUJIPACIFIC MUSIC INC. |
|                              |

| 山下達郎 : | - Electric Guitar, Arp Odyssey Synthesizer (Bass), - Percussion & Background Vocals |

| 上原“YUKARI”裕 : Drums              |
| 田中章弘 : Bass                     |
| 難波弘之 : Acoustic Piano           |
| 吉川忠英 : Acoustic Guitar          |
| 坂本龍一 : KORG PS-3100 Synthesizer |
| 浜口茂外也 : Percussion             |
| 吉田美奈子 : Background Vocals      |

#### PAPER DOLL（ペイパー・ドール）
| Words & Music by 山下達郎                                  |
| ©1978 FUJIPACIFIC MUSIC INC.                               |
|                                                            |
| 山下達郎 : Electric Guitar, Percussion & Background Vocals |
| 上原“YUKARI”裕 : Drums                                     |
| 田中章弘 : Bass                                            |
| 坂本龍一 : Keyboards                                       |
| 吉田美奈子 : Background Vocals                             |

#### THIS COULD BE THE NIGHT（ディス・クッド・ビー・ザ・ナイト）
| Words & Music by HARRY NILSSON |
| ©ROCK MUSIC, CO.               |
|                                |

| 山下達郎 : | - Drums, Bass, Electric Guitar, Acoustic Piano, - Glocken, Percussion & Background Vocals |

| 吉川忠英 : Acoustic Guitar       |
| 坂本龍一 : Poly Moog Synthesizer |
| 浜口茂外也 : Percussion          |

#### 2000トンの雨 (2000t OF RAIN)
| Words & Music by 山下達郎    |
| ©1978 FUJIPACIFIC MUSIC INC. |
|                              |

| 山下達郎 : | - Electric Guitar, Percussion - & Background Vocals |

| 上原“YUKARI”裕 : Drums          |
| 田中章弘 : Bass                 |
| 坂本龍一 : Acoustic Piano       |
| 岡崎資夫 : Alto Sax Solo        |
| 小杉理宇造 : Percussion         |
| 吉田美奈子 : Background Vocals  |
|                                 |
| 多忠明 : Strings Concert Master |

#### 潮騒 [英語ヴァージョン –English Version–] （未発表 –Previously Unreleased–）
| Words by Eddie de Joy        |
| Music by 山下達郎            |
| ©1978 FUJIPACIFIC MUSIC INC. |
|                              |

| 山下達郎 : | - Electric Guitar, - Arp Odyssey Synthesizer (Bass), - Percussion & Background Vocals |

| 上原“YUKARI”裕 : Drums              |
| 田中章弘 : Bass                     |
| 難波弘之 : Acoustic Piano           |
| 吉川忠英 : Acoustic Guitar          |
| 坂本龍一 : KORG PS-3100 Synthesizer |
| 浜口茂外也 : Percussion             |
| 吉田美奈子 : Background Vocals      |

### スタッフ
| Produced & Arranged by 山下達郎                               |
| Production Co-odinater: 小杉理宇造                            |
|                                                               |
| Recording & Mixing Engineer: 吉田保                           |
| Recorded at ONKIO HAUS, MEDIA & RVC                           |
| Mixed at RVC using MCI 16 Track Recorder & API Mixing Console |

|  | except Track 11 & 13 Mixed at PLANET KINGDOM in Sep. 2001 |

| Assistant Engineer: 伊東俊郎 (ONKIO HAUS)         |
|                                                   |
| CD Mastering Engineer: 原田光晴 (On Air Azabu)    |
|                                                   |
| Original Art Direction & Illustration: 佐藤憲吉   |
| Original Design: 佐藤憲吉 & 杉山明                |
| Cover Photograph: 小暮徹                          |
| CD Design: 高原宏 & 上原加代                      |
|                                                   |
| Originally Released in 1978/12/20 as RCA RVL-8037 |

## TATSURO YAMASHITA RCA/AIR YEARS Vinyl Collection

### 解説
2023年1月6日、山下達郎が1976年から1982年にRCA/AIR YEARSから発売したアナログ盤とカセット、全8アイテムに最新リマスターを施した“TATSURO YAMASHITA RCA/AIR YEARS Vinyl Collection”が5月から5カ月連続リリースが決定したことが発表された。
アナログ盤とカセットの同時発売で、アナログ盤はすべて180g重量盤。完全生産限定盤。5月3日に6thアルバム『FOR YOU』、6月7日に5thアルバム『RIDE ON TIME』、7月5日に4thアルバム『MOONGLOW』と3rdアルバム『GO AHEAD!』、8月2日に2ndアルバム『SPACY』とソロデビューアルバム『CIRCUS TOWN』、9月6日にライブ・アルバム『IT'S A POPPIN' TIME』とベスト・アルバム『GREATEST HITS! OF TATSURO YAMASHITA』が発売された。

### パッケージ、アートワーク
オリジナル・アナログ盤に封入されていた歌詞カードを同封。歌詞カードはオリジナルをもとにリデザインされたものとなっているが、オリジナル盤では表面に全曲分掲載されていた歌詞が本作では表面にサイドA、裏面にサイドBと分けられた他、英語詞「LOVE CELEBRATION」と「THIS COULD BE THE NIGHT」には対訳が追加されている。その他、2002年に“TATSURO YAMASHITA THE RCA/AIR YEARS 1976-1982”の一枚にてリイシューされたリマスター盤『GO AHEAD!』に収載された書き下ろしの解説と曲目解説を補筆改定にて再掲のほか、“曲目解説 付記 in 2023”を新たに加えたライナーノーツを新規封入。リマスタリング・エンジニアはワーナーミュージック・マスタリングの菊地功、カッティングは同じくワーナーミュージック・マスタリングの北村勝敏がそれぞれ担当。

### プロモーション、マーケティング
5月3日から5カ月連続でリリースされる山下達郎のリマスターシリーズ“TATSURO YAMASHITA RCA/AIR YEARS Vinyl Collection”のティザー映像がYouTubeで公開された。山下達郎自らがノンストップミックスで編集したマスターエディット使用した本シリーズのティザーでは8ビットのドライブゲーム風の映像に乗せて、収録曲がダイジェストで楽しめる内容となっており、本作『GO AHEAD!』からは「PAPER DOLL」、「LET'S DANCE BABY」、「BOMBER」、「潮騒 (THE WHISPERING SEA)」が選ばれている。
5月24日、最新リマスター&ヴァイナル・カッティング8タイトルが、多くの予約を得たことでCDショップ/オンラインショップでは売切れが多数発生。また、発売元であるソニー・ミュージックの設定販売価格よりも大きく逸脱し、高価格の転売商品が多数出回っている状態は本意ではないとのことから当面の間、商品の追加プレスを行うことが発表された。

### チャート成績
山下達郎の5カ月連続リイシュー“TATSURO YAMASHITA RCA/AIR YEARS Vinyl Collection”、その第3弾として7月に発売された『GO AHEAD!』（1978年作品）と『MOONGLOW』（1979年作品）の2作品が、7月17日付「オリコン週間アルバムランキング」に揃ってランクイン。『GO AHEAD!』が3位、『MOONGLOW』が4位を記録した。
当時の「オリコン週間アルバムランキング」（当時のLPランキング）では良い結果が残せなかったが、今回、初めてTOP10入りしたことで、邦楽アーティストの「同一作品による週間アルバムランキング初ランクインからTOP10入りまでのインターバル記録」過去最長をマーク。『GO AHEAD!』が43年10カ月（初ランクイン79年9/24付）、『MOONGLOW』（同79年10/29付）が43年9カ月となった。

### 収録曲

#### Side A
1. OVERTURE（オーヴァーチュア）  –  (0:48)[5]
2. LOVE CELEBRATION（ラブ・セレブレイション）  –  (4:26)[5]
3. LET'S DANCE BABY（レッツ・ダンス・ベイビー）  –  (4:12)[5]
4. MONDAY BLUE（マンデイ・ブルー）  –  (7:12)[5]
5. ついておいで (FOLLOW ME ALONG)  –  (4:48)[5]

#### Side B
1. BOMBER（ボンバー）  –  (5:58)[5]
2. 潮騒 (THE WHISPERING SEA)  –  (4:23)[5]
3. PAPER DOLL（ペイパー・ドール）  –  (3:27)[5]
4. THIS COULD BE THE NIGHT（ディス・クッド・ビー・ザ・ナイト）  –  (3:56)[5]
5. 2000トンの雨 (2000t OF RAIN)  –  (3:05)[5]

### クレジット

#### OVERTURE（オーヴァーチュア）
| Music by Tatsuro Yamashita       |
| © 1978 by FUJIPACIFIC MUSIC INC. |
|                                  |
| Tatsuro Yamashita All Voices     |

#### LOVE CELEBRATION（ラブ・セレブレイション）
| Words by JAMES RAGAN       |  |                                                        |
| Music by Tatsuro Yamashita |  |                                                        |
| © 1977 by ALFA MUSIC, INC. |  |                                                        |
|                            |  |                                                        |
| Tatsuro Yamashita          |  | - Electric Guitar (Left), Hammond Organ - & Vibraphone |
| Yutaka“Yukari”Uehara       |  | Drums                                                  |
| Akihiro Tanaka             |  | Bass                                                   |
| Kazuo Shiina               |  | Electric Guitar (Right)                                |
| Hiroyuki Namba             |  | Electric Piano                                         |
| Motoya Hamaguchi           |  | Percussion                                             |
| Motoo Okazaki              |  | Alto Sax Solo                                          |
| Minako Yoshida             |  | Background Vocals                                      |
|                            |  |                                                        |
| Shin Kazuhara              |  | Trumpet                                                |
| Yoshikazu Kishi            |  | Trumpet                                                |
| Shigeharu Mukai            |  | Trombone                                               |
| Tadanori Konakawa          |  | Trombone                                               |
| Takeru Muraoka             |  | Tenor Sax                                              |
| Shunzo Sunahara            |  | Baritone Sax                                           |
| Tadaaki Ohno               |  | Strings Concert Master                                 |

#### LET'S DANCE BABY（レッツ・ダンス・ベイビー）
| Words by Osamu Yoshioka                    |  |                                                                     |
| Music by Tatsuro Yamashita                 |  |                                                                     |
| © 1978 by JUN & KEI MUSIC PUBLISHERS, INC. |  |                                                                     |
|                                            |  |                                                                     |
| Tatsuro Yamashita                          |  | - Electric Guitar (Left), - Percussion, Bang! - & Background Vocals |
| Yutaka“Yukari”Uehara                       |  | Drums & Percussion                                                  |
| Akihiro Tanaka                             |  | Bass & Percussion                                                   |
| Kazuo Shiina                               |  | Electric Guitar (Right) & Percussion                                |
| Hiroyuki Namba                             |  | Keyboards & Percussion                                              |
| Motoo Okazaki                              |  | Alto Sax Solo                                                       |
| Minako Yoshida                             |  | Background Vocals                                                   |
| Ryuzo Kosugi                               |  | Background Vocals                                                   |

#### MONDAY BLUE（マンデイ・ブルー）
| Words & Music by Tatsuro Yamashita |  |                        |
| © 1978 by FUJIPACIFIC MUSIC, INC.  |  |                        |
|                                    |  |                        |
| Shuichi“Ponta”Murakami             |  | Drums                  |
| Akira Okazawa                      |  | Bass                   |
| Tsunehide Matsuki                  |  | Electric Guitar        |
| Hiroshi Sato                       |  | Electric Piano         |
| Keiko Yamakawa                     |  | Harp                   |
| Tadaaki Ohno                       |  | Strings Concert Master |

#### ついておいで (FOLLOW ME ALONG)
| Words by Minako Yoshida          |  |                                                |
| Music by Tatsuro Yamashita       |  |                                                |
| © 1978 by FUJIPACIFIC MUSIC INC. |  |                                                |
|                                  |  |                                                |
| Tatsuro Yamashita                |  | - Electric Guitar (Left) - & Background Vocals |
| Yutaka“Yukari”Uehara             |  | Drums                                          |
| Akihiro Tanaka                   |  | Bass                                           |
| Kazuo Shiina                     |  | Electric Guitar (Right)                        |
| Hiroyuki Namba                   |  | Electric Piano                                 |
| Motoya Hamaguchi                 |  | Percussion                                     |
| Shigeharu Mukai                  |  | Trombone Solo                                  |
| Minako Yoshida                   |  | Background Vocals                              |

#### BOMBER（ボンバー）
| Words by Minako Yoshida          |  |                                         |
| Music by Tatsuro Yamashita       |  |                                         |
| © 1978 by FUJIPACIFIC MUSIC INC. |  |                                         |
|                                  |  |                                         |
| Tatsuro Yamashita                |  | - Electric Guitar - & Background Vocals |
| Yutaka“Yukari”Uehara             |  | Drums                                   |
| Akihiro Tanaka                   |  | Bass                                    |
| Kazuo Shiina                     |  | Electric Guitar Solo                    |
| Hiroyuki Namba                   |  | Keyboards                               |
| Minako Yoshida                   |  | Background Vocals                       |

#### 潮騒 (THE WHISPERING SEA)
| Words by Minako Yoshida          |  |                                                                                       |
| Music by Tatsuro Yamashita       |  |                                                                                       |
| © 1978 by FUJIPACIFIC MUSIC INC. |  |                                                                                       |
|                                  |  |                                                                                       |
| Tatsuro Yamashita                |  | - Electric Guitar, - Arp Odyssey Synthesizer (Bass), - Percussion & Background Vocals |
| Yutaka“Yukari”Uehara             |  | Drums                                                                                 |
| Akihiro Tanaka                   |  | Bass                                                                                  |
| Hiroyuki Namba                   |  | Acoustic Piano                                                                        |
| Chuei Yoshikawa                  |  | Acoustic Guitar                                                                       |
| Ryuichi Sakamoto                 |  | KORG PS-3100 Synthesizer                                                              |
| Motoya Hamaguchi                 |  | Percussion                                                                            |
| Minako Yoshida                   |  | Background Vocals                                                                     |

#### PAPER DOLL（ペイパー・ドール）
| Words & Music by Tatsuro Yamashita |  |                                                     |
| © 1978 by FUJIPACIFIC MUSIC INC.   |  |                                                     |
|                                    |  |                                                     |
| Tatsuro Yamashita                  |  | - Electric Guitar, Percussion - & Background Vocals |
| Yutaka“Yukari”Uehara               |  | Drums                                               |
| Akihiro Tanaka                     |  | Bass                                                |
| Ryuichi Sakamoto                   |  | Keyboards                                           |
| Minako Yoshida                     |  | Background Vocals                                   |

#### THIS COULD BE THE NIGHT（ディス・クッド・ビー・ザ・ナイト）
| Words & Music by Harry Nilsson / Philip Spector |  |                                                                                               |
| © ABKCO MUSIC INC / MOTHER BERTHA MUSIC INC     |  |                                                                                               |
|                                                 |  |                                                                                               |
| Tatsuro Yamashita                               |  | - Drums, Bass, Electric Guitar, - Acoustic Piano, - Glocken, Percussion - & Background Vocals |
| Chuei Yoshikawa                                 |  | Acoustic Guitar                                                                               |
| Ryuichi Sakamoto                                |  | Poly Moog Synthesizer                                                                         |
| Motoya Hamaguchi                                |  | Percussion                                                                                    |

#### 2000トンの雨 (2000t OF RAIN)
| Words & Music by Tatsuro Yamashita |  |                                                       |
| © 1978 by FUJIPACIFIC MUSIC INC.   |  |                                                       |
|                                    |  |                                                       |
| Tatsuro Yamashita                  |  | - Electric Guitar, - Percussion - & Background Vocals |
| Yutaka“Yukari”Uehara               |  | Drums                                                 |
| Akihiro Tanaka                     |  | Bass                                                  |
| Ryuichi Sakamoto                   |  | Acoustic Piano                                        |
| Motoo Okazaki                      |  | Alto Sax Solo                                         |
| Ryuzo Kosugi                       |  | Percussion                                            |
| Minako Yoshida                     |  | Background Vocals                                     |
| Tadaaki Ohno                       |  | Strings Concert Master                                |

|                                                |
| Lyrics Translation : Kyoko Maruyama            |
|                                                |
| HIROYUKI NAMBA BY THE COURTESY OF CBS SONY     |
| MINAKO YOSHIDA BY THE COURTESY OF ALFA RECORDS |
| HIROSHI SATOH BY THE COURTESY OF KITTY RECORDS |

### スタッフ
| [ Original 1978 Edition ]                                             |
| Produced & Arranged by TATSURO YAMASHITA                              |
| Production Co-ordinater : Ryuzo “Junior” Kosugi                       |
|                                                                       |
| Recording & Mixing Engineer : Tamotsu Yoshida                         |
| Recorded at ONKIO HAUS, MEDIA & RVC                                   |
| Mixed at RVC using MCI 16 Track Recorder & API Mixing Console         |
| Assistant Engineers: Toshiro Itoh (ONKIO HAUS)                        |
|                                                                       |
| Art Direction & Illustration : Kenkichi “Pater” Sato                  |
| Cover & Innner Design : Kenkichi “Pater” Sato & Akira Sugiyama        |
| Photograph : Tohru Kogure                                             |
|                                                                       |
| Originally Released in 1978/12/20 as RCA RVL-8037                     |
|                                                                       |
| [ 2023 Remaster Edition ]                                             |
| PRODUCED by TATSURO YAMASHITA for Tenderberry & Harvest               |
| Executive Producer : Shusui Kosugi                                    |
|                                                                       |
| Remastering Engineer : Isao Kikuchi (Warner Music Mastering)          |
| Vinyl Cutting Engineer : Katsutoshi Kitamura (Warner Music Mastering) |
|                                                                       |
| A & R : Hiroshi Kawasaki & Jun Hasegawa (Sony Music Labels)           |
| & Seiichi Inoue                                                       |
| Artist Management : Masako Niimura & Miyuki Ohno (Smile Company)      |
| Assistant Management : Yu Tanzawa (Smile Company)                     |
| Tie-in Coordinator : Hiroshi Mamehata (Smile Company)                 |
|                                                                       |
| Reissue Art Direction & Design : Shusaku Harima (Artisan Artwork)     |

## リリース履歴
| #  | 発売日         | リリース                              | 規格 | 品番                     | 備考 |
| -- | -------------- | ------------------------------------- | ---- | ------------------------ | --- |
| 1  | 1978年12月20日 | RCA ⁄ RVC                             | LP   | RVL-8037                 | レーベルはメーカー共通のデザインを使用。 |
| 2  | 1978年12月20日 | RCA ⁄ RVC                             | CT   | - RCJ-1602 - (JPKI-1481) | カセット同時発売。アナログLPと同内容。 |
| 3  | 1985年2月21日  | RCA ⁄ RVC                             | CD   | RHCD-513                 | 初CD化。 |
| 4  | 1987年3月15日  | RCA ⁄ RVC                             | CD   | R28H-2803                | 『Tatsuro Yamashita SPECIAL CD-BOX』(R28H-2801~06)の一枚。 |
| 5  | 1989年11月21日 | RCA ⁄ BMG VICTOR                      | CD   | B25D-13005               | “NEW PRICE ¥2,500”シリーズの一枚。ディスク表面のレーベルはメーカー共通のデザインを使用。 |
| 6  | 1990年8月21日  | RCA ⁄ BMG VICTOR                      | CD   | BVCR-7003                | 『TATSURO YAMASHITA ORIGINAL COLLECTION 1976-1982』(BVCR-7001~06)の中の一枚。 |
| 7  | 1997年6月4日   | RCA ⁄ BMG JAPAN                       | CD   | BVCR-1030                | |
| 8  | 1999年5月21日  | RCA ⁄ BMG JAPAN                       | CD   | BVCK-37008               | “RCA名盤選書オリジナル・アルバム紙ジャケット完全復刻シリーズ”の一枚。帯はオリジナルLPのデザインを復刻（表面のみ）。 |
| 9  | 2002年2月14日  | RCA ⁄ BMG FUNHOUSE                    | CD   | BVCR-17015               | “TATSURO YAMASHITA THE RCA/AIR YEARS 1976-1982”の一枚。本人監修によるデジタル・リマスタリング + ボーナス・トラック3曲収録。ディスク表面のレーベルはオリジナル・デザインを使用。 |
| 10 | 2002年2月20日  | RCA ⁄ BMG FUNHOUSE                    | LP   | BVJR-17005               | 『THE RCA/AIR YEARS LP BOX 1976-1982』の一枚。本人監修によるデジタル・リマスタリング音源使用。レーベルはオリジナル・デザインを使用。 |
| 11 | 2023年7月5日   | Ariola Japan ⁄ Sony Music Labels Inc. | LP   | BVJL-93                  | “TATSURO YAMASHITA RCA/AIR YEARS Vinyl Collection”の一枚。2023年最新リマスター&ヴァイナル・カッティング。180g重量盤による完全生産限定盤。100名限定LP BOXイラスト入りアナログ盤収納ケースプレゼント抽選応募用アクセスカード1枚封入。レーベルはRCAレーベル当時のデザインを可能な限り再現して使用。 |
| 12 | 2023年7月5日   | Ariola Japan ⁄ Sony Music Labels Inc. | CT   | BVTL-5                   | “TATSURO YAMASHITA RCA/AIR YEARS Cassette Collection”の一本。2023年最新リマスター。アナログ盤と同時発売。100名限定LP BOXイラスト入りカセット収納ケースプレゼント抽選応募用アクセスカード1枚封入。                                                                                                |